# Sterben (Novelle)
Sterben ist eine frühe Novelle von Arthur Schnitzler, die die letzten Monate eines todkranken Mannes schildert, während zugleich die Liebesbeziehung „stirbt“. Entstanden zwischen Februar und Juli 1892, erschien der Erstdruck des Textes zwischen Oktober und Dezember 1894 in drei Folgen in der Literaturzeitschrift Neue Deutsche Rundschau in Berlin. Im November 1894 (vordatiert auf 1895) veröffentlichte S. Fischer die Erstausgabe. Sterben ist der erste Prosatext Schnitzlers in Buchform.

## Inhalt
Felix, Patient bei seinem Freund, dem Arzt Alfred, hält sich für sterbenskrank. Also will er Gewissheit und holt noch die Diagnose von Professor Bernard ein. Marie, seine junge Geliebte, kann die Feststellung des Professors kaum fassen. Felix habe noch ein Jahr zu leben. Zunächst erfährt der Leser weder den Namen der Krankheit noch die Art der Beschwerden. Felix könnte durchaus ein Hypochonder sein, wenn nicht das Urteil des Professors wäre. Marie verzweifelt; will sich sogleich zusammen mit Felix das Leben nehmen. Der Kranke winkt ab. Man genießt das bisschen Leben noch ein wenig. Felix vermag das allerdings nur auf verhaltene Art. Immer muss er an sein Ende denken. Marie hingegen kommt auf einmal zu einer neuen Erkenntnis. Gern möchte sie sich ihres Daseins weiter erfreuen. Bernard stirbt plötzlich. Triumphierend überlebt der todgeweihte Felix den Professor.
Felix begehrt Marie. Er will seinem Leben ein Ende machen und Marie kurz zuvor ermorden. Unsinn. Er verwirft den Gedanken. Felix möchte Marie noch ein Weilchen besitzen. Der Mordgedanke erfüllt ihn mit heimlichem Stolz. Nur eines stört noch. Marie wird nicht freiwillig gehen. In seiner Phantasie hat Felix diese Klippe bald umschifft: Seine Mörderhand küssend, stirbt die Begehrte dahin. Felix hat grenzenlose, wütende Todesangst. Obwohl Marie den bettlägerigen Kranken aufopferungsvoll pflegt, fällt ihr das Mitfühlen immer schwerer. Vergeblich versucht Alfred, Marie zum zeitweiligen Verlassen des Krankenzimmers zu überreden. Sie spürt, Felix verlangt, auch sie solle mit leiden. Als Felix eingeschlummert ist, schleicht sich Marie aus dem muffigen Krankenzimmer hinaus. Auf einer Parkbank sitzend, ist sie sich sicher, Felix will sie mit in den Tod reißen. Sie will aber nicht; atmet die frische Luft in vollen Zügen ein. Felix ängstigt sich ohne Marie. Symptome der Krankheit wie Mattheit, Atemnot und Schwindelgefühl werden genannt und lassen auf Tuberkulose schließen. Felix, der von Alfred Morphium erhält, wirft Marie und dem Freunde vor, beide ließen ihn verkommen. Der Kranke setzt gegen den Willen des Arztes eine Reise in den Süden durch. Auf der nächtlichen Bahnfahrt will er gemeinsam mit Marie sterben. Sie sträubt sich. Felix ist die Kraft zur Tat inzwischen abhandengekommen. In Meran hat der Kranke einen Blutsturz. Marie ruft Alfred telegraphisch. Felix wiederholt seinen Mordversuch, welcher aber erneut scheitert. Marie kann fliehen und läuft dem ankommenden Alfred in die Arme. Felix bleibt alleine zurück, erleidet währenddessen einen zweiten Blutsturz und stirbt.

## Zeitgenössische Rezeption
Nachdem er die Novelle vor kleinem Kreis, darunter seine Freunde Richard Beer-Hofmann, Hugo von Hofmannsthal und Felix Salten, gelesen hatte, notierte Schnitzler am 30. Oktober  1892 in seinem Tagebuch: „Ungeahnt großer Erfolg.– [...] Worte wie 'wunderschön', 'großartig' schwirrten herum [...]“. Georg Brandes schrieb am 11. März 1906 an Schnitzler: „Sie sind ein Grübler über den Tod, wie schon Ihr Sterben zeigte.“

## Interpretation
- Laut Michaela L. Perlmann gibt es für Schnitzlers Protagonisten gewöhnlich zwei todbringende Gefahren: Entweder das Duell oder die Krankheit.[5]
- Michael Scheffel bemerkt an Schnitzlers Prosa-Erstling unbeholfenen Ausdruck und einzelne Klischees.[6]
- Nach Peter Sprengel stellt Sterben eine Art naturwissenschaftliches Experiment mit literarischen Mitteln dar. Der Leser beobachte die Liebenden gleichsam in der Retorte und erfahre dabei nichts über das soziale Umfeld der beiden.[7]
- Laut Carl Pietzcker lasse sich das Fazit ziehen, dass die Liebe gegenüber dem Tod als unausweichlicher Tatsache keine Chance habe. Gefühle seien keine Konstanten. Wenn alles zerfalle, dann könne nur noch Komödie gespielt werden.[8]

## Ausgaben
- Sterben. Novelle von Arthur Schnitzler. In: Neue Deutsche Rundschau (Freie Bühne), Jg. 5 (1894), H. 10 (Oktober 1894), S. 969–988. H. 11 (November 1894), S. 1073–1101. H. 12 (Dezember 1894), S. 1179–1191. (online)
- Sterben. Novelle. Berlin: S. Fischer 1895. (Vordatiert von November 1894) (online)
- Sterben. Historisch-kritische Ausgabe. Hg. Gerhard Hubmann. Berlin, Boston: De Gruyter 2012. (Werke in historisch-kritischen Ausgaben. Hg. von Konstanze Fliedl)

## Verfilmung
Eintrag 31 in: Verfilmungen (Memento vom 5. April 2010 im Internet Archive)
- Sterben. Film von Peter Beauvais. ZDF anno 1971. Mit Heinz Ehrenfreund, Harald Harth und Loni von Friedl.

## Hörspiel
Eintrag 81 in: Hörspiele (Memento vom 5. Dezember 2008 im Internet Archive)
- Sterben. Erstsendung am 21. September 1965. Von Klaus Gmeiner. ORF-Studio Salzburg. Mit Gert Westphal als Erzähler, Wolfgang Stendar als Felix, Helmut Janatsch als Alfred und Hilde Mikulicz als Marie.

## Sekundärliteratur
- Arthur Schnitzler. Hg. v. Heinz Ludwig Arnold. text + kritik. Heft 138/139, April 1998, 174 Seiten, ISBN 3-88377-577-0
- Jacques Le Rider: Arthur Schnitzler oder Die Wiener Belle Époque. Aus dem Französischen von Christian Winterhalter. Wien: Passagen Verlag 2007. 242 Seiten, ISBN 978-3-85165-767-8
- Andreas Blödorn: Arthur Schnitzler: „Sterben“ (1894). In: Christoph Jürgensen/Wolfgang Lukas/Michael Scheffel (Hrsg.): Schnitzler-Handbuch: Leben – Werk – Wirkung. Stuttgart/Weimar: Metzler 2014, S. 173–176.
- Burkhard Meyer-Sickendiek: Die Entdeckung des Grübelns als kognitiver Form. Arthur Schnitzlers Sterben. In: Ders.: Tiefe. Über die Faszination des Grübelns. München, Paderborn 2010, S. 240ff.
- Michaela L. Perlmann: Arthur Schnitzler. Stuttgart 1987. 195 Seiten. (= Sammlung Metzler, Bd. 239), ISBN 3-476-10239-4
- Carl Pietzcker: Eine nouvelle expérimentale. In: Interpretationen. Arthur Schnitzler. Dramen und Erzählungen. Hg. v. Hee-Ju Kim und Günter Saße. Stuttgart 2007. 270 Seiten (= Reclams Universal-Bibliothek Nr. 17352), ISBN 978-3-15-017532-3, S. 31–45
- Michael Scheffel: Nachwort. In: Arthur Schnitzler: Leutnant Gustl. Erzählungen 1892–1907. Hg v. Heinz Ludwig Arnold. Frankfurt am Main: S. Fischer 1961 (Ausgabe 2004). 525 Seiten, ISBN 3-10-073552-8
- Peter Sprengel: Geschichte der deutschsprachigen Literatur 1870–1900. Von der Reichsgründung bis zur Jahrhundertwende. München: C. H. Beck 1998, ISBN 3-406-44104-1
- Gero von Wilpert: Lexikon der Weltliteratur. Deutsche Autoren A – Z. Stuttgart 2004. 698 Seiten, ISBN 3-520-83704-8, S. 555, rechte Spalte